# Spitzenberg-Michelbach-Baiershälde
Das Naturschutzgebiet Spitzenberg-Michelbach-Baiershälde liegt auf dem Gebiet der Gemeinden Pfaffenhofen und Zaberfeld im Landkreis Heilbronn in Baden-Württemberg.
Das Gebiet erstreckt sich südlich  von Michelbach, einem Ortsteil von Zaberfeld. Am südlichen Rand des Gebietes fließt die Zaber, südlich verläuft auch die Landesstraße 1103.

## Bedeutung
Das 45,9 Hektar große Gebiet steht seit dem 21. Juli 2003 unter der Kennnummer 1.257 unter Naturschutz.

## Schutzzweck
Schutzzweck ist laut Schutzgebietsverordnung
- die Erhaltung und Förderung einer seltenen, naturnahen, mehrstufig aufgebauten Laubwaldgesellschaft auf dem Spitzenberg mit ihren Lebensgemeinschaften, insbesondere von Altholzbewohnern
- die Erhaltung einer landwirtschaftlich überwiegend genutzten Wiesenlandschaft mit Streuobstbäumen und Rainen
- die Sicherung des Michelbachsees als unbeeinträchtigter, regionaler bedeutsamer Brut- und Rastplatz für Wasservögel sowie die Sicherung des Grünlandes der Gewanne Michelbachsee und Hinter dem Spitzenberg als Nahrungsfläche und Rastzone
- die Sicherung von Brutplätzen gefährdeter Vogelarten im Gewann Baiershälde
- die mosaikreiche Verteilung von Grünland- und Sukzessionsflächen am Spitzenberg.